# Inocarpus fagifer
Inocarpus fagifers, conocido como castaño de Tahití (del inglés tahitian chesnut) o castaño de Polinesia o mape es una especie de plantas con flores  perteneciente a la familia Fabaceae. 

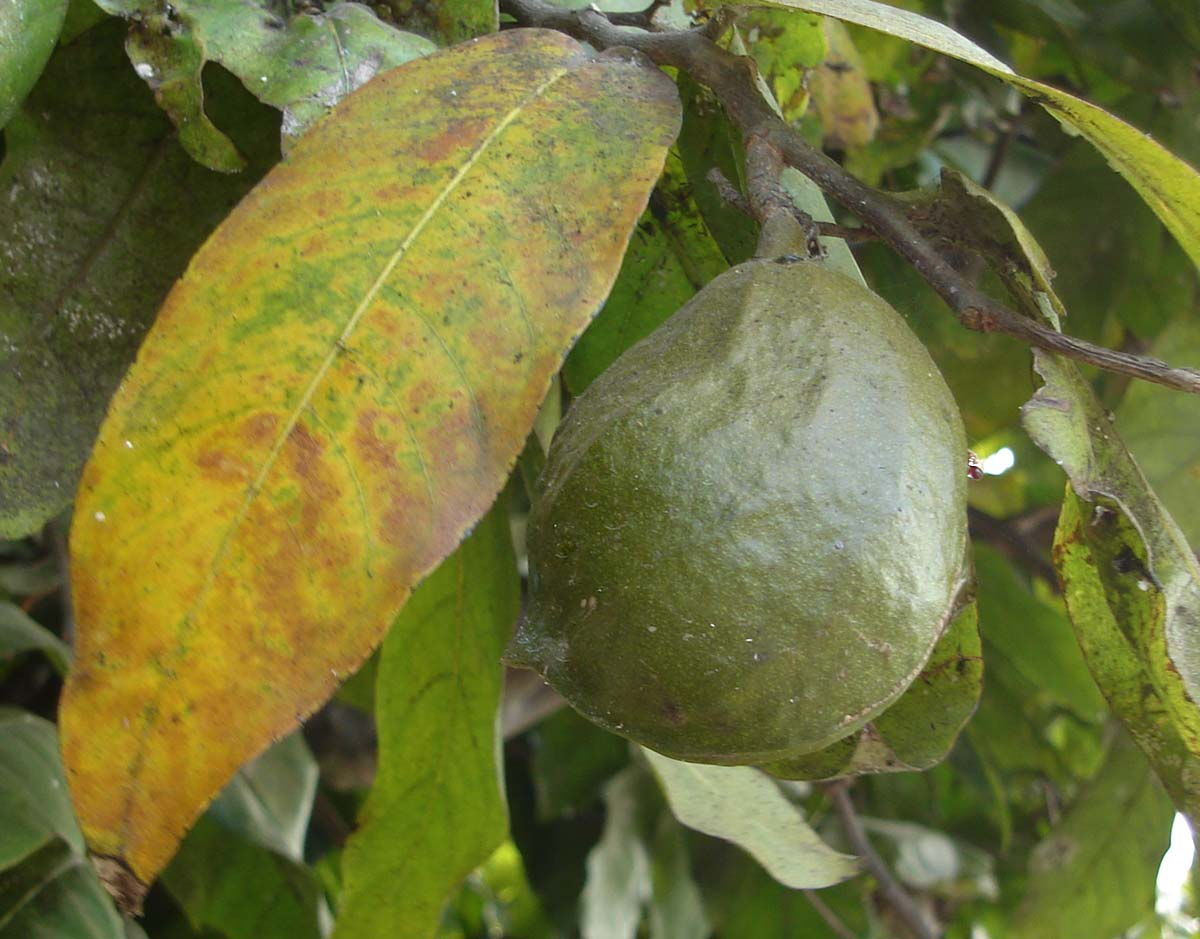
Fruto

## Descripción
Es un árbol de gran tamaño que puede alcanzar más 30 m de altura, con tronco recto de 1,50 m de diámetro, que crecen con grandes contrafuertes planos. Las hojas son simples, alternas y con flores blancas muy fragantes. El fruto es una drupa redondeada y aplanada de 5-9 cm de largo, de color verde tornando a amarillo o anaranjado cuando está madura y que contiene una almendra. La temporada de cosecha de la fruta tiene lugar en el hemisferio sur alrededor de marzo a mayo y de septiembre a noviembre en el hemisferio norte.

## Utilidades
En Tahití, el jugo de los frutos verdes, mezclado con el jugo de la corteza de Erythrina indica se usa para curar la picadura del pez piedra y la inflamación consecuente. Las hojas se utilizan en remedios contra la disentería.
Los granos se cuecen y se comen como bocadillo en el nombre de "Mape caliente." A menudo se venden en la carretera, el consumo excesivo puede causar flatulencia.
Inocarpus fagifers proporciona una madera muy buscada para hacer carbón de leña. Además, la savia de la corteza de la fruta fue utilizada como un medio de contraste (negro, azul, verde, morado o rojo).

## Mitología
Ejemplos del folclore local sobre el árbol
- Se creía que los seres humanos en Samoa se originaron a partir del árbol de castaña de Tahití.
- En Vanuatu en la primera mujer era un hombre que había sido castrado por tener las hojas calientes aplicadas en los genitales.
- En la isla de Choiseul en las Islas Salomón, un hombre que traicionó a un jefe de la tribu fue sofocada por la flatulencia que se produce como resultado de la gente a su alrededor que comen los granos cocidos.[2]

## Taxonomía
Inocarpus fagifer fue descrito por  (Parkinson) Fosberg y publicado en Journal of the Washington Academy of Sciences 31(3): 95–96. 1941.
Sinonimia
- Aniotum edulis J.R.Forst.
- Aniotum fagiferum Parkinson
- Bocoa edulis (J.R. Forst. & G.Forst.) Baill.
- Cajanus edulis (J.R. Forst. & G. Forst.) Kuntze
- Inocarpus edulis J.R. Forst.
- Inocarpus eludis J.R. Forst. & G. Forst.
- Inocarpus fagiferus (Parkinson) Fosberg